# Ann Lee (Shakers)
Ann Lee ( Manchester, Engeland, 29 februari 1736 – Watervliet, New York, 8 september 1784), beter bekend als moeder Ann Lee, was de oprichtster van de Shakers, later na haar dood veranderd in United Society of Believers in Christ's Second Appearing. (Verenigde Vereniging van Gelovigen in de Tweede Verschijning van Christus)
Ze werd geboren in de tijd van de evangelische opwekking in Engeland en werd een figuur die de religie in die tijd sterk beïnvloedde, vooral in Amerika.
Na bijna twintig jaar te hebben deelgenomen aan een religieuze beweging die de Shakers werd, emigreerden Ann Lee en een kleine groep van haar volgelingen in 1774 van Engeland naar New York. Na enkele jaren kwamen ze bijeen in Niskayuna, waar ze land huurden van het landgoed Rensselaerswyck in Albany County, New York (het gebied dat nu Colonie heet). Ze aanbaden door extatische dansen of “schudden”, waardoor ze de bijnaam de Shakers kregen. Ann Lee preekte voor het publiek en leidde de Shaker-kerk in een tijd waarin weinig vrouwen religieuze leiders waren. Ze werd vaak de vrouwelijke vertegenwoordiging van God genoemd en als zodanig beschouwd.

## Haar eerste jaren in Engeland
Ann Lee werd geboren in Manchester, Engeland, als tweede van acht kinderen. Ze werd gedoopt op 6-jarige leeftijd op 1 juni 1742 in Manchester Collegiate kerk (nu de kathedraal van Manchester). Haar ouders waren lid van een aparte tak van de Society of Friends (een sekte van Quakers) en te arm om hun kinderen zelfs maar de basisschool te laten volgen. Ann Lee kreeg geen officiële opleiding en bleef haar hele leven analfabeet. Ann Lee's vader, John Lees, was overdag smid en 's nachts kleermaker.
Het is waarschijnlijk dat Ann Lee's oorspronkelijke achternaam Lees was, maar ergens in de loop der tijd veranderde dat in Lee. Er is weinig bekend over haar moeder, behalve dat ze een zeer gelovige en vrome vrouw was. Zoals in die tijd vaak gebeurde, werd de naam van haar moeder niet eens geregistreerd. Toen Ann jong was, werkte ze in een textielfabriek en daarna als coupeuse van hoeden en bont. Op 20-jarige leeftijd werkte ze als kokkin in een ziekenhuis in Manchester waar ook het plaatselijke gekkenhuis was.
In 1758 sloot ze zich aan bij een Engelse sekte die in 1747 was opgericht door Jane Wardley en haar man, predikant James Wardley; dit was de voorloper van de Shaker-sekte. Deze sekte stond algemeen bekend als de Shaking Quakers vanwege hun gelijkenissen met het Quaker geloof, maar ook vanwege de praktijk van het reinigen van zonden door middel van zingen en dansen. Jane en James geloofden dat de wederkomst nabij was en dat God zou terugkeren in de gedaante van een vrouw. Ann Lee was deze vrouw en kreeg later de titel Moeder vanwege dit geloof. Ann geloofde en onderwees haar volgelingen dat het mogelijk is om volmaakte heiligheid te bereiken door seksuele relaties op te geven, omdat ze geloofde dat seksuele relaties de grote zonde van Adam en Eva waren. Net als haar voorgangers, de Wardleys, leerde ze dat het schudden en beven veroorzaakt werd doordat de zonde uit het lichaam gezuiverd werd door de kracht van de Heilige Geest, waardoor de aanbidder gezuiverd werd.
Al tijdens haar jeugd voelde Ann Lee zich ongemakkelijk met seksualiteit, vooral met haar eigen seksualiteit. Deels als gevolg van haar deelname aan de Quakerreligie toen ze nog jong was en haar ervaring met wonen en werken in de stad en het zien van de zonde om haar heen. Deze afkeer van seksuele activiteit bleef en uitte zich in haar herhaalde pogingen om het huwelijk te vermijden. Uiteindelijk dwong haar vader haar te trouwen met Abraham Stanley (of Abraham Standarin). Ze trouwden op 5 januari 1761 in Manchester Collegiate kerk. Ze werd vier keer zwanger, maar al haar kinderen stierven tijdens de kinderjaren. Haar moeilijke zwangerschappen en het verlies van vier kinderen waren traumatische ervaringen die bijdroegen aan Ann Lee's afkeer van seksuele relaties.
Deze verliezen leidden er ook toe dat ze haar overtuigingen in twijfel trok en verstevigde. Lee ontwikkelde radicale religieuze overtuigingen die het celibaat en het opgeven van het huwelijk bepleitten, evenals het belang van het nastreven van perfectie in elk facet van het leven. Ze verschilde van de Quakers, die weliswaar gendergelijkheid steunden, maar niet geloofden in het verbieden van seksualiteit binnen het huwelijk. De trillende Quakers geloofden ook in een innerlijk licht en persoonlijke openbaring, wat gemeen was met de Quakers.

## Opkomst in Engeland
In Engeland verwierf Ann Lee bekendheid door andere gelovigen aan te sporen om meer in het openbaar te preken over de naderende wederkomst en om de zonde vrijmoediger en onconventioneler aan te pakken. Ze sprak over visioenen en boodschappen van God en beweerde dat ze in een visioen van God de boodschap had ontvangen dat het celibaat en het belijden van zonde de enige ware weg naar verlossing zijn en de enige manier waarop het Koninkrijk van God op aarde gevestigd kan worden. Ze werd vaak gevangen gezet omdat ze de sabbat overtrad door te dansen en te schreeuwen, en wegens godslastering.
Ze beweerde vele wonderbaarlijke ontsnappingen aan de dood te hebben gehad. Ze vertelde dat ze door vier geestelijken van de Gevestigde Kerk was onderzocht en beweerde dat ze vier uur lang in 72 tongen tot hen had gesproken.
Toen ze 14 dagen in de gevangenis in Manchester zat, zei ze dat ze een openbaring had dat “een compleet kruis tegen de lusten van het geslacht, toegevoegd aan een volledige en uitdrukkelijke bekentenis, ten overstaan van getuigen, van alle zonden die onder invloed daarvan waren begaan, de enige mogelijke remedie en reddingsmiddel was.” Ze zag een visioen van Adam en Eva dat haar vertelde dat seksuele relaties de wortel van alle kwaad waren. Ze zag ook dat zij de tweede verschijning van Christus zou zijn. Hierna, waarschijnlijk in 1770, werd ze door het Genootschap gekozen als Moeder in geestelijke zaken en noemde zichzelf Ann, het Woord en ook Moeder Ann. Nadat ze voor de tweede keer uit de gevangenis werd vrijgelaten, verrichtte Moeder Ann volgens getuigen een aantal wonderen, waaronder het genezen van zieken.
Lee besloot uiteindelijk Engeland te verlaten en naar Amerika te gaan om te ontsnappen aan de vervolging (d.w.z. meerdere arrestaties en verblijven in de gevangenis) die ze in Groot-Brittannië had ervaren. Ze zag ook het religieuze ontwaken in Amerika en werd geroepen om haar geloof en religie te delen.

## Tijd in Amerika
In 1774 bracht een openbaring haar ertoe om met een select gezelschap naar Amerika te gaan. Ze werd vergezeld door haar echtgenoot, die haar kort daarna verliet. Haar broer William Lee (1740-1784) volgde haar ook naar Amerika; Nancy Lee, haar nicht; James Whittaker (1751-1787), die door Moeder Ann was opgevoed en waarschijnlijk familie van haar was; John Hocknell (1723-1799), die voor het geld voor de reis zorgde; zijn zoon Richard; James Shepherd; en Mary Partington. Deze 9 leden zeilden aan boord van de Mariah en landden in New York. Moeder Ann en haar bekeerlingen arriveerden op 6 augustus 1774 na drie maanden varen. Ze bleven bijna vijf jaar. In 1779 pachtte Hocknell land in Niskayuna in het dorpje Watervliet, vlak bij Albany. De Shakers vestigden zich daar en een uniek gemeenschapsleven begon zich te ontwikkelen en te bloeien. Niet lang na hun aankomst verliet Anns echtgenoot haar en ze zag hem nooit meer terug.

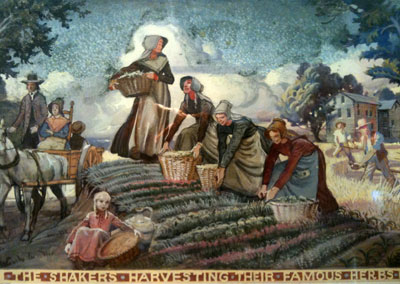
Een groep Shakers

Tijdens de Amerikaanse Onafhankelijkheidsoorlog stelden Lee en haar volgelingen zich neutraal op. Ann Lee en haar volgelingen hielden vast aan hun standpunt dat ze pacifisten waren en kozen geen partij voor de Britten of de kolonisten. Dit veroorzaakte onenigheid met de Shakers vanwege hun weigering om een eed van trouw te ondertekenen.
Ann Lee gaf haar getuigenis aan de wereldbevolking op de beroemde Donkere Dag in mei 1780, toen de zon verdween en het zo donker was dat er kaarsen moesten worden aangestoken om 's middags binnen te kunnen zien. Ze rekruteerde al snel een aantal volgelingen die zich in 1779 hadden aangesloten bij de New Light-opwekking in New Lebanon, New York, waaronder Lucy Wright.
Vanaf de lente van 1781 gingen Moeder Ann en een aantal van haar volgelingen op een uitgebreide zendingsreis om bekeerlingen te vinden in Massachusetts en Connecticut. Ze logeerden vaak in de huizen van plaatselijke sympathisanten, zoals het huis van Benjamin Osborn vlak bij de grens tussen New York en Massachusetts. Er werden ook liederen aan haar toegeschreven die zonder woorden werden gezongen.  Tijdens deze missie bekeerden ze velen en er ontstonden 18 shakerdorpen. Getuigen legden vast dat ze in deze tijd veel wonderen verrichtte.
Ann Lee's missie door heel New England was vooral succesvol in het bekeren van groepen die al buiten de hoofdstroom van het protestantisme in New England stonden, waaronder volgelingen van Shadrack Ireland. Voor de heersende stroming was ze echter te radicaal. Ann Lee erkende zelf hoe revolutionair haar ideeën waren toen ze zei: “Wij [de Shakers] zijn de mensen die de wereld op zijn kop hebben gezet.”
De Shakers werden soms opgewacht door gewelddadige menigten, zoals in Shirley, Massachusetts, en Ann Lee had meer dan eens te lijden onder hun geweld. De missie kwam tot een einde toen Ann en haar broer William opnieuw werden aangevallen door een menigte en zwaar gewond raakten. Ze keerden erg verzwakt naar huis terug. William stierf meer dan een jaar later op 21 juli 1784. Ann stierf slechts een paar maanden later op 8 september 1784 op 48-jarige leeftijd, waarschijnlijk bespoedigd door de gebeurtenissen die ze had meegemaakt, waaronder het verlies van haar broer.  Ze stierf in Watervliet en zowel William als Ann liggen begraven op de Shaker begraafplaats in het Watervliet Shaker Historic District. Er werd opgetekend dat Ann in haar laatste dagen “in onbekende tongen zong” terwijl ze in haar schommelstoel zat.
De volgelingen van Moeder Ann geloofden dat zij alle volmaaktheden van God in vrouwelijke vorm belichaamde en geopenbaard werd als de tweede komst van Christus. Het feit dat Ann Lee beschouwd werd als de vrouwelijke tegenhanger van Christus was in die tijd uniek, hoewel verschillende vrouwen sindsdien beweerd hebben Jezus te zijn en als zodanig geaccepteerd werden door hun volgelingen.

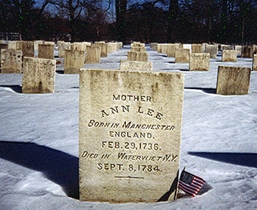
De grafsteen van Ann Lee

Er wordt beweerd dat de Shakers in New Lebanon, New York, in 1837 een 10-jarige periode van openbaringen doormaakten die het Tijdperk van Manifestaties werd genoemd. Het werd ook wel het Werk van Moeder Ann genoemd. Het aantal Shakers nam echter met de tijd af en al snel verdween de religie. In totaal waren er 19 officiële gemeenschappen gevestigd in het noordoosten met ruwweg 6000 leden voor de burgeroorlog.

## Geloof van de Shakers
De overtuigingen van de Shakers komen sterk overeen met die van de Quakers, zoals gelijkheid tussen mannen en vrouwen, gemeenschap en pacifisme; de Shakers verschillen echter van de Quakers in hun geloof over het celibaat.
Lee geloofde dat het celibaat te verkiezen was boven het huwelijk en dat seks binnen het huwelijk alleen geschikt was voor de voortplanting van kinderen. Na haar huwelijk en de geboorte en dood van vier kleine kinderen, dacht Lee dat God haar strafte voor het aangaan van seksuele relaties met haar man.
De Shakers waren ongelooflijk gericht op een utopische gemeenschap waar alles gedeeld werd en iedereen ondersteund werd. Ze verzamelden zich in dorpen en woonden in slaapzalen en moedigden het celibaat aan. Vanwege het gebrek aan seksuele relaties adopteerden de Shakers kinderen en wanneer deze de leeftijd van 21 jaar hadden bereikt, konden ze ervoor kiezen om in het geloof te blijven of om andere dingen te gaan ontdekken, waardoor de religie een manier had om generaties door te gaan. Daarnaast werkten ze hard om bekeerlingen te vinden.
De Shakers staan bekend om hun industrie en uitvindingen, waaronder de schroefpropeller, Babbitt-metaal, automatische veer en turbine waterrad. Ze waren de eersten die zaden verpakten en verkochten en waren ooit de grootste producenten van geneeskrachtige kruiden. Daarnaast stonden ze bekend om hun dansen en liederen als volkskunst en hun vakmanschap. Shaker meubelen worden vandaag de dag gewaardeerd vanwege hun functionele schoonheid en duurzaamheid.